# Pápa (egyházfő)
A pápa (latinul: papa, az ógörög πάππας, romanizált: páppas, jelentése „atya”) Róma püspöke és az egyetemes katolikus egyház feje. Ő a pontifex maximus, azaz Róma főpapja. A 8. századtól 1870-ig a Pápai állam, 1870 óta pedig a Vatikán szuverénje és államfője. A 2025-ös pápai konklávé Robert Francis Prevost bíborost választotta Ferenc utódjául, aki a XIV. Leó nevet vette fel.
A katolikus hagyomány szerint elsőbbsége Szent Péter apostoli utódlásából ered, akinek Jézus a Mennyország kulcsait és a „kötés és oldás” hatalmát adta. A pápai hivatal a pápaság, míg joghatósága az Apostoli Szentszék, amely független szuverén entitás, székhelye Vatikánváros. A Vatikánt az 1929-es lateráni egyezmény hozta létre, biztosítva spirituális és politikai függetlenségét. A Szentszék számos országgal diplomáciai kapcsolatban áll. A pápaság az egyik legrégebbi intézmény, amely jelentős történelmi szerepet töltött be. Az ókorban elősegítette a kereszténység terjedését, a középkorban pedig világi ügyekben is közvetített. A modern pápák ökumenikus párbeszédet folytatnak, jótékonysági munkát végeznek, és az emberi jogokat védelmezik. Bár a pápaság világi hatalma csökkent, szellemi tekintélye megerősödött, amit az 1870-ben kihirdetett pápai tévedhetetlenség dogmája is alátámaszt. A pápa ma is a világ egyik legbefolyásosabb személye, mivel a katolikus egyház vezetőjeként diplomáciai, kulturális és spirituális és politikai hatással is bír, valamint a legnagyobb nem állami oktatási és egészségügyi szervezet élén áll.
Maga a magyar pápa szó (akárcsak a pap és a pópa) a görög pappasz szóból ered, amelynek jelentése „atya” („papa”). Ez a cím illette meg a 4. századig az összes keresztény püspököt, azonban a 11. századtól kizárólagosan Róma püspöke viselte.

## Címei
A legnagyobb katolikus egyházi méltóság több címet is magában foglal. A pápa teljes címe:
- Róma püspöke, Róma főpapja, azaz pontifex maximus
- Jézus Krisztus helytartója (vicarius Christi)
- Az apostolok fejedelme (Szent Péter) utóda (az apostolutódok, azaz a püspökök testületének vezetője)
- Az egyetemes Egyház legfőbb főpapja (az egész katolikus egyház pásztora)
- A Nyugat pátriárkája (XVI. Benedek 2006-ban elhagyta e címet)
- Itália prímása
- A római egyháztartomány érseke és metropolitája
- A Vatikán uralkodója
- Isten szolgáinak szolgája (Servus Servorum Dei)

## A pápaság eredete, története

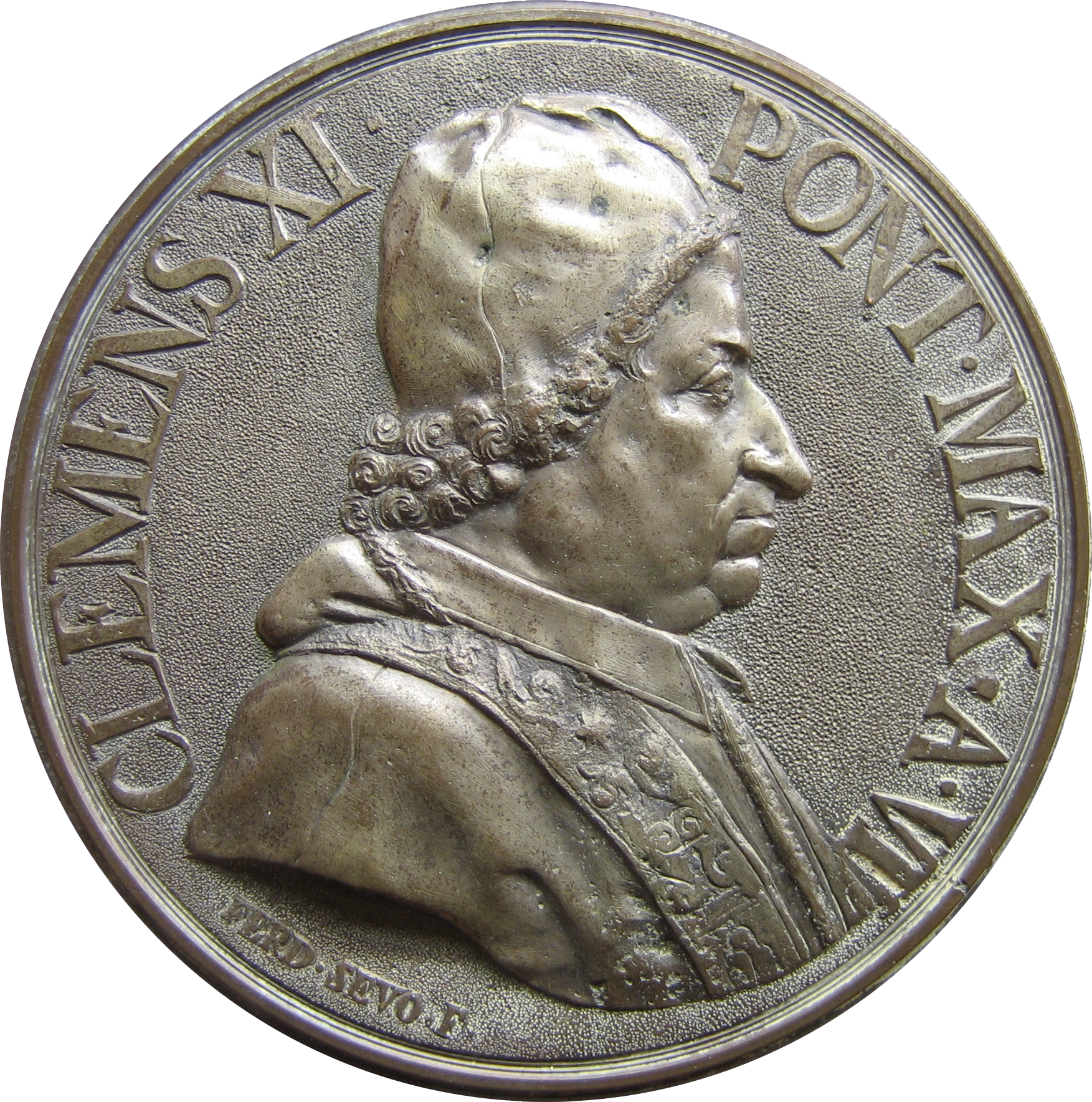
XI. Kelemen pápa arcmása egy pénzérmén

A katolikus tanítás szerint a pápa Péter apostol utóda a római püspöki székben és az azzal összefüggő primátusban. A katolikus egyház hagyománya szerint Péter apostol Krisztus után 67-ben Róma első püspökeként halt vértanúhalált. Péternek és utódainak az elsőbbségét az apostolok, ill. a püspökök között az Újszövetségi Szentírás olyan szövegeiből vezetik le, mint például Máté 16. fejezet, 18–19: „Te Péter vagy és én erre a sziklára fogom építeni egyházamat, és ezen az alvilág erői nem fognak győzedelmeskedni. Neked adom a mennyek országának a kulcsait; amit a földön megkötsz, az meg lesz kötve a mennyben is, és amit feloldasz a földön, fel lesz oldva a mennyben is.”
Manapság már teológiai közhely, hogy az Újszövetség megfelelő szövegei nem tekinthetők történeti bizonyítékoknak abban az értelemben, mintha a pápai hivatal jézusi alapításáról tanúskodnának. A ránk maradt iratok szerint a római keresztény közösség elsőbbsége már az 1. század végén érezhető, de az, hogy a közösséget egy püspök vezette, csak 235 óta bizonyított.
A katolikus hagyománnyal szemben a történészek zöme inkább úgy tartja, a pápaság intézménye csak a 4. századtól kezdett kiformálódni. A kereszténység első három századában azért nem lehet még pápaságról beszélni, mert ekkor még ez a sajátos hatalmi képződmény nem létezett. Róma püspökei a 4. századtól kezdték használni azokat a címeket, amelyek a pápaság meghatározó és elengedhetetlen tartozékai és ismérvei mindmáig. Ezek közé tartozik maga a pápa, azaz atya, Szentatya kifejezés, a pontifex maximus cím, továbbá a Péter apostol utóda, Jézus Krisztus helytartója, az egyház feje titulusok. 

## A pápaválasztás

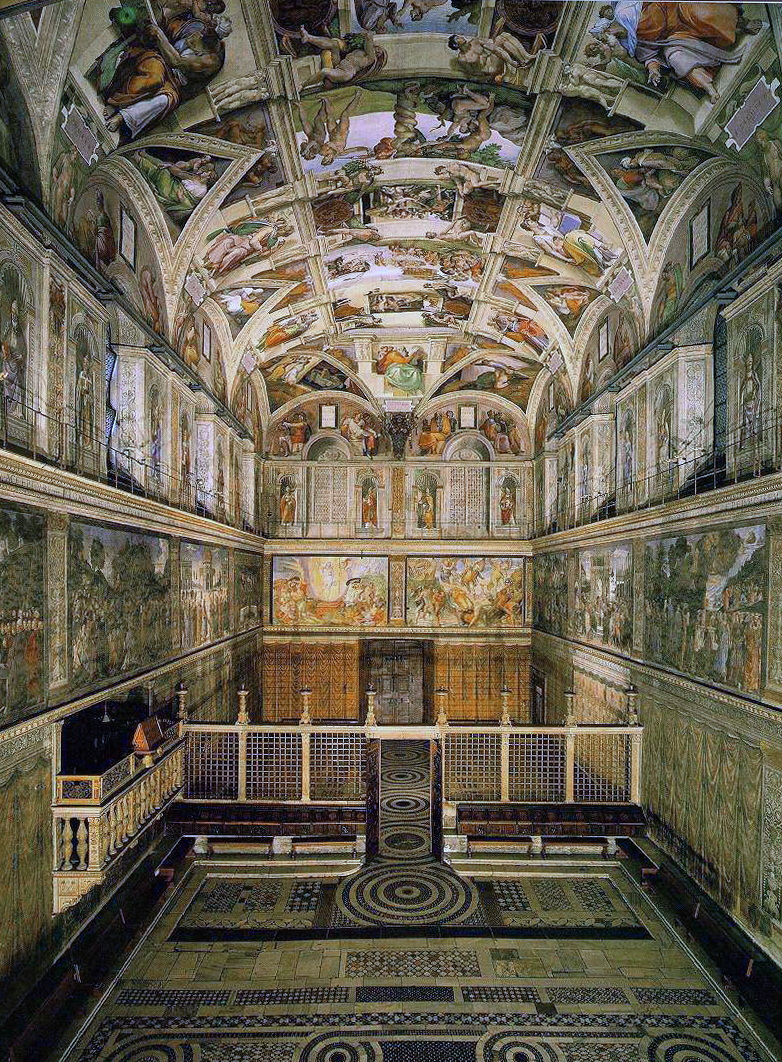
A Sixtus-kápolna belső tere a konklávé helyszíne

A pápai cím betöltéséről a konklávé dönt, amely a 80 év alatti bíborosokból áll. A konklávé 1241 óta működő rendszerének az 1274-es lyoni 14. egyetemes zsinat adott átfogó szabályozást, amelyen azóta többször változtattak (II. János Pál pápa Universi Dominici Gregis apostoli konstitúciója 1996. február 22., majd XVI. Benedek pápa motu proprio apostoli levele 2013. február 25.). Eszerint a pápai szék megüresedése után legkésőbb 20 nap múlva össze kell ülnie a bíborosok testületének (1870-től a Vatikánban) és ott a legnagyobb titoktartás mellett, kétharmados többséggel kell megválasztaniuk az új pápát.

## A pápa jogköre
A pápának legfőbb, teljes (törvényhozói, kormányzati és bírói), közvetlen és egyetemes hatalma van az egész katolikus egyházban. Ítélete vagy határozata ellen nincs sem fellebbezés, sem felfolyamodás. Hatalmát megválasztásának elfogadásával nyeri el, ezért beiktatásra nincs szüksége.
A pápa hatalmát rendesen a pápai hivatalokon és bíróságokon keresztül gyakorolja. Ezért a pápa halálával a pápai hivatalok irányítóinak megbízatása megszűnik.
A pápa feladata a hitletétemény (Depositum Fidei) őrzése, a katolikus tanítás kifejtése és tisztaságának őrzése. Az I. vatikáni zsinat 1870-ben hitigazságként mondta ki, hogy a pápa Isten kegyelme által tévedhetetlen, amikor hit és erkölcs kérdésében, a világegyház püspökeivel egységben, ünnepélyes formában a tévedhetetlenség igényével (ex cathedra Petri) nyilatkozik. E hatalommal a pápák mindössze háromszor éltek [forrás?]: IX. Piusz pápa 1854. december 8-án (Ineffabilis Deus: Szűz Mária szeplőtelen fogantatása), XII. Piusz pápa 1950. november 1-jén (Munificentissimus Deus: Szűz Mária mennybevételének dogmája), valamint II. János Pál pápa 1995-ben (Evangaelium vitae: Az emberi élet kioltása erkölcstelen).

## Zsinatok és pápák

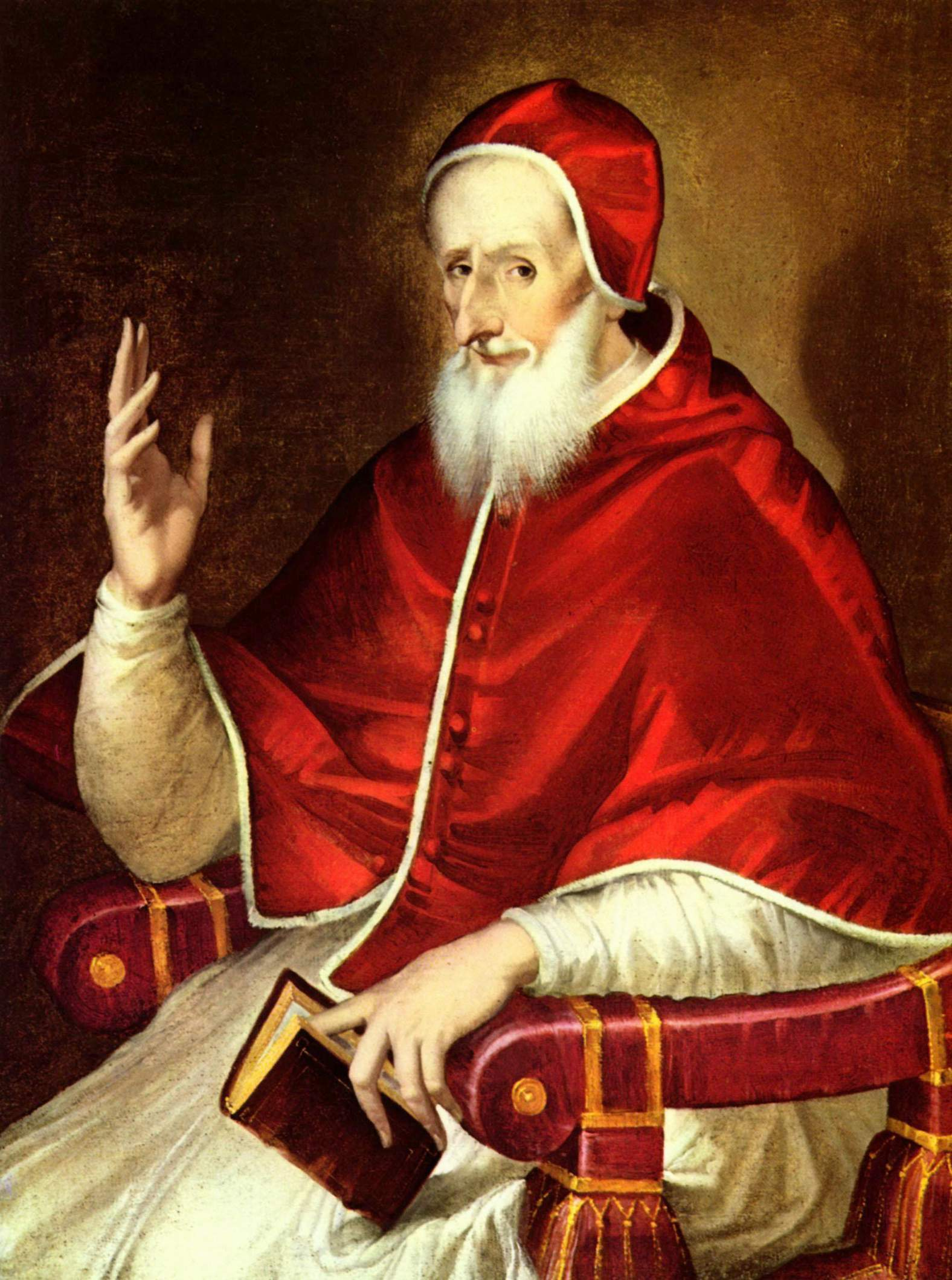
El Greco: V. Piusz pápa portréja (1605 körül)

A pápa a püspökök testületének feje. A püspöki kollégium – soha nem feje nélkül – szintén hordozója az egész egyházra szóló legfőbb és teljes hatalomnak. E hatalom ünnepélyes gyakorlása az egyetemes zsinat, amelyre valamennyi püspök meghívást kap. Egyetemes zsinatot egyedül a pápa hívhat össze, rekeszthet be és csak ő elnökölhet rajta (személyesen vagy megbízottja által). Halálával az éppen ülésező zsinat felfüggesztődik. A zsinat napirendjét ő határozza meg és az ő joga a határozatok megerősítése és kihirdetése is.
A történelem folyamán többször felmerült az egyházi főhatalom kérdése. Jóllehet az egyházi törvények mindig a pápai főhatalmat tartalmazták, a pápaság történelmi mélypontjain megerősödött a zsinati főhatalom igénye (konciliarizmus) és a zsinatok szerepe az egyházkormányzatban. A nagy nyugati egyházszakadást lezáró konstanzi zsinat például, amelyet Zsigmond német-római császár hívott össze, pápákat mondatott le és választott (V. Márton). A konciliarizmus eszméje később a protestáns egyházak szervezetének kialakulásában vált meghatározóvá.
A pápa és a püspökök együttműködését a II. vatikáni zsinat (1962–1965) új hangsúlyokkal tárgyalta. Itt kimondták a püspökök kollegialitásának elvét, amely szerint a püspökök amellett, hogy egyházmegyéjük saját pásztorai, az egyetemes egyházért is felelősséget viselnek. E felelősség gyakorlásának fóruma az egyetemes zsinat és a püspöki szinódus.

## Adatok, statisztikák
- XIV. Leó pápa a 267. pápa, az ellenpápákkal együtt a mai napig 308 pápa uralkodott.
  - 260 pápa uralkodott Rómában és 7 Avignonban.
- 36 ellenpápa volt, ebből Szent Hüppolitosz volt az első, az utolsó V. Félix a 15. században
  - 32 ellenpápa Rómában, 2 Pisában és 5 Avignonban lépett föl.
  - A 15. század elején egyszerre három pápa nevezte magát az egyház fejének[5] (→ nagy nyugati egyházszakadás)
- A történelemben 204 itáliai, 19 francia, 14 görög, 8 szír, 6 német, 3 afrikai, 3 spanyol, 2 dalmát, 1-1 osztrák, portugál, palesztin, angol, holland, lengyel, argentin és amerikai származású pápa volt.[6]
- A legnépszerűbb név a János volt, összesen 23 pápa, illetve ellenpápa viselte ezt a nevet. 18-cal második helyen áll a Gergely, majd 16-tal a Benedek. Ferenc nevet 2013-ig még nem választott egyetlen pápa sem.
- 13 pápa halt mártírhalált (10 pápa 250-ig, újabb három 250–500 között).
- A leghosszabb ideig IX. Piusz pápa uralkodott (32 év) a 19. században; a legrövidebb ideig II. István (4 nap 792-ben); őt ma már nem is számolják a pápák közé, mert székfoglalása előtt meghalt.
- A legmagasabb kort megért pápa 93 évesen halt meg (1903): XIII. Leó[7]

## Pápai jelvények

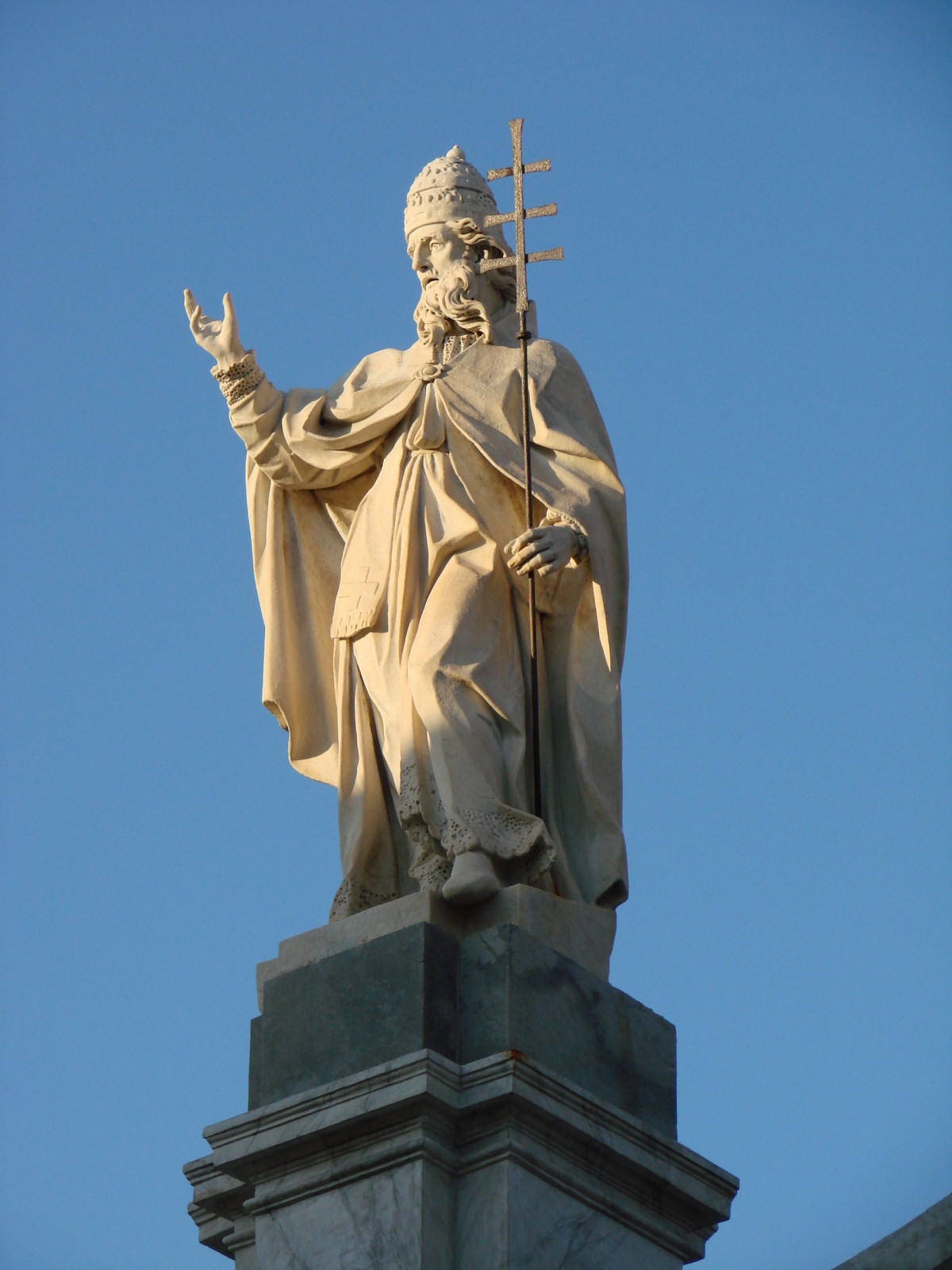
I. Szilveszter pápa szobra, kezében a pápai hármaskereszt

- Tiara: pápai hármas korona, ékszerekkel, drágakövekkel díszítve, más néven triregnum. Eredetileg bizánci és perzsa jelkép. A tiarát V. Kelementől (1314) VI. Pálig (1963) használták koronázásra. A pápai legfőbb hatalom jelképe. A pápai címerekben is szerepel, Szent II. János Pál pápa óta a tiara helyett infula (süveg) is használható a címerben. Ferenc pápa is infulát használt a címerében.
- Pásztorbot (ferula): a 7. századtól Hispániában használják. Szimbolikus értelme a pásztori hivatalból ered. A pápa feszületet ábrázoló pásztorbotot (ún. ferulát) használ.
- Pallium: eredetileg négyszögletes ruha az ókorból, a rómaiak kedvelt öltözete, vállra akasztott köpeny. Ma a pápa liturgikus ruházatának darabja. Gyapjúból készült fehér szalag, ami a nyakat gallérként veszi körül, elöl és hátul rövid szárral, hat kis fekete kereszttel beleszőve. A pápával való hűség jeléül az érsekek is viselik.
- Pápai kulcsok: a pápai címeren is láthatók, az egyik arany, a másik ezüst. A Földi és a Mennyei Királyságok kulcsai.
- Halászgyűrű: arany pecsétgyűrű, Szent Péter képével. Hagyományosan Róma városa adományozza a pápának.
- Sedia gestatoria: pápai trón, amelynek 20. század végi mozgó változata a különleges kialakítású páncélozott gépjármű, a pápamobil.[8]
- Pápai kereszt: Körmenetekben és egyéb ünnepélyes liturgikus alkalmakkor közvetlenül a pápa előtt a már az 5. századtól fogva keresztet vittek. Akkor használatos, amikor a pápa az Urbi et Orbi áldáskor kilép a Szent Péter-bazilika erkélyére. Ő maga azonban csak meghatározott alkalmakkor veszi kezébe, így például a szentkapu megnyitásakor. A pátriárkák a 15. századtól kezdve, a prímások és az érsekek pedig a 17. századtól kezdve a pápától való megkülönböztetésül kettőskeresztet kezdtek használni.